# Message d'erreur

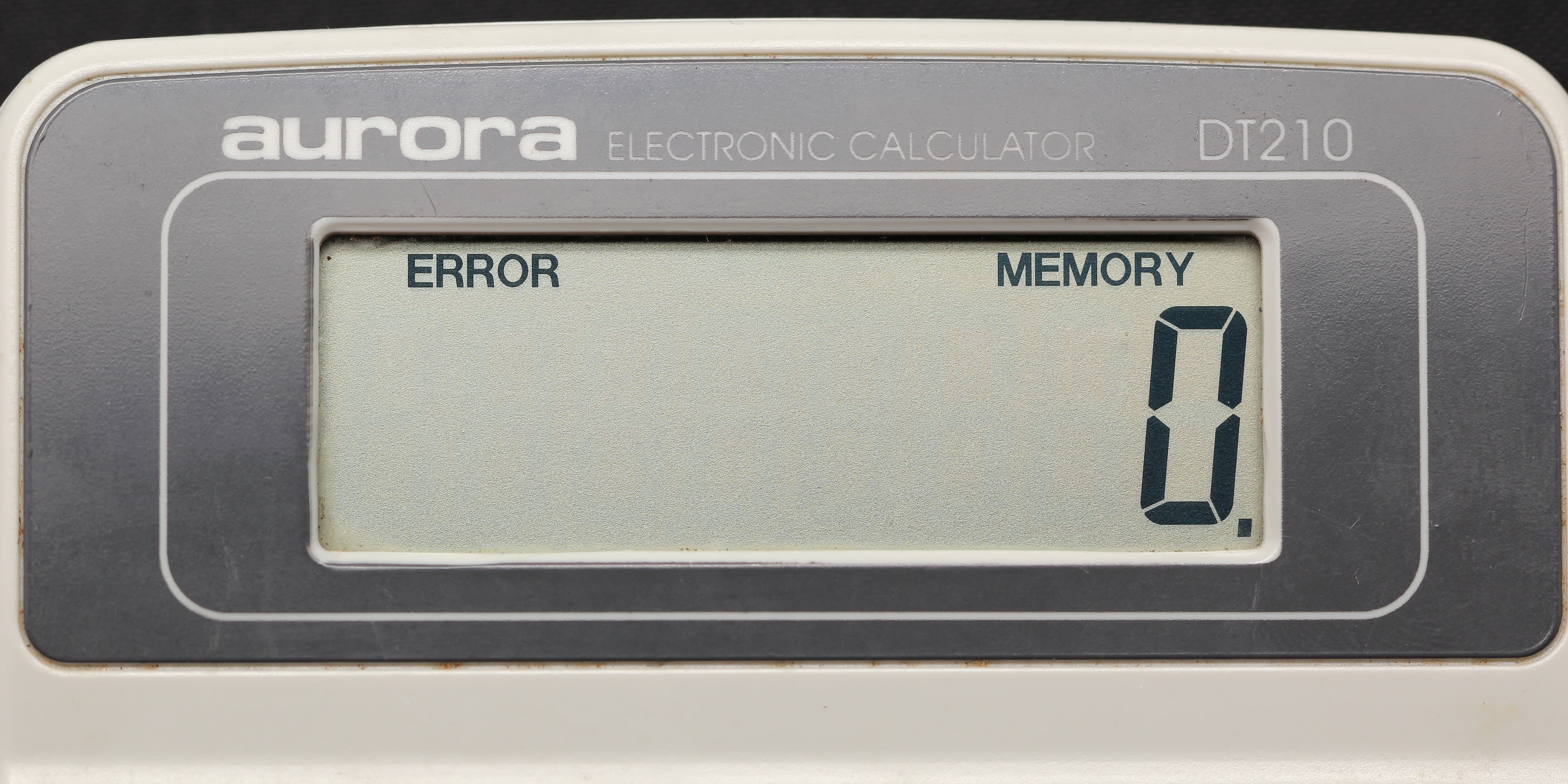
Message d'erreur sur une calculatrice.

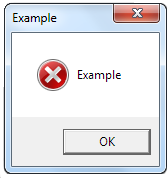
Message d'erreur VBScript.

En informatique, un message d'erreur est un message affiché de manière autonome par un ordinateur, informant l'utilisateur qu'une erreur prévue par les programmeurs s'est produite dans l'exécution d'un logiciel.
Il sert aux informaticiens à identifier la source du bug empêchant le logiciel de fonctionner. Quelquefois, il indique à l'utilisateur la cause du non-fonctionnement.
Sous Windows, il est généralement rédigé de manière incompréhensible pour le néophyte, qui ne le répercute pas au programmeur. Jusqu'à Windows 2000, l'apparition de l'écran bleu empêchait souvent l'affichage de message d'erreur.
Sous Mac OS X comme sous Windows XP ou Windows Vista, le plantage d'une application provoque la génération d'un rapport d'erreur, qui peut être envoyé à Apple ou à Microsoft si l'utilisateur a autorisé la communication de ces informations.

## Formats des messages d'erreurs
Les formats des messages d'erreur et les informations qu'ils contiennent sont variables d'un logiciel à l'autre.
La description du message d'erreur peut être associée à un numéro d'erreur qui permet de retrouver plus facilement des informations sur la nature de celle-ci. Par exemple, erreur 456 : fichier non trouvé

## Exemples pour les courriels (protocoleSMTP)
- 5.0.0 = erreur par défaut : ce code indique que le problème n'est pas référencé par une erreur particulière ;
- 5.1.1 = adresse du destinataire non valide : l’identifiant du destinataire (à gauche de l'arobase) n'est pas correct ;
- 5.1.2 = adresse de destination non valide : l’identifiant du serveur (à droite de l'arobase) est erroné.